# Irasburg (Vermont)
Irasburg – jednostka osadnicza w Stanach Zjednoczonych, w stanie Vermont, w hrabstwie Orleans.